# São Paulo-Morumbi (métro de São Paulo)
Ne doit pas être confondu avec Morumbi (métro de São Paulo) ou Gare de Morumbi.
São Paulo–Morumbi est une station de métro de la ligne 4 - Jaune du métro de São Paulo, exploité par ViaQuatro. Elle est située au carrefour des avenues Professor Francisco Morato et Jorge João Saad, dans le quartier de Morumbi, dans la zone ouest de São Paulo, à proximité du Stade de Morumbi.
La prévision initiale pour l'inauguration de la station était pour 2012, étant reportée à 2015 2017, mais elle n'a été mise en service que le 27 octobre 2018,,,,,,, commençant à fonctionner pendant les heures ouvrables à partir du 10 novembre. Malgré cela, elle a ouvert sans le terminus d'autobus, qui n'ouvrira que deux mois après la station, le 29 décembre.

## Toponymie
Le mot « Morumbi » est un terme indigène d'origine Tupi qui peut signifier « mouche verte » (moru : mouche ; et mbi : verte). L'ethnologue Eduardo Navarro soutient que « Morumbi » a d'autres significations, comme le Tupi « maromby », dont le sens est « rivière des grands poissons » (maromba : grand poisson ; y : rivière), ou « marumbi », un terme portugais qui signifie « lagune pleine de quenouilles ».

## Projet
La station figurait dans le projet de la ligne 4 - Jaune daté de 1997. Dans ce projet, elle s'appelait « Morumbi » et était la station terminus de la ligne, qui abriterait un terminus d'autobus métropolitain. Le projet de 1997 a été réalisé par Figueiredo Ferraz Consultoria e Engenharia de Projeto S.A.
Le projet architectural actuel a été préparé par l'office 23 Sul Arquitetura. La station possède des quais latéraux, deux accès et un terminus d'autobus attenant, qui recevra des lignes de SPTrans et d'EMTU-SP.

### Prix
Le projet de la station était l'un des douze finalistes dans la catégorie « Professionnels » du 6e Prix d'architecture de l'Instituto Tomie Ohtake AkzoNobel,.
En 2019, la section São Paulo de l'Institut des architectes du Brésil a décerné le projet de la station São Paulo - Morumbi dans la catégorie « Structure mixte » du prix annuel IAB-SP,.

## Caractéristiques
| Code | Station           | Inauguration    | Capacité                | Intégration                               | Quais                | Position    | Notes                                     |
| ---- | ----------------- | --------------- | ----------------------- | ----------------------------------------- | -------------------- | ----------- | ----------------------------------------- |
| MBI  | São Paulo–Morumbi | 27 octobre 2018 | 40 mille voyageurs/jour | Bilhete Único de la SPTrans Ligne 4–Jaune | Latéraux et centraux | Souterraine | Station avec structure en béton apparent. |

| Ligne                         | Terminus                | Stations | Principales destinations                                                                           | Intervalle entre les trains (min) | Opération                                                                       |
| ----------------------------- | ----------------------- | -------- | -------------------------------------------------------------------------------------------------- | --------------------------------- | ------------------------------------------------------------------------------- |
| Ligne 4 du métro de São Paulo | Luz ↔ São Paulo–Morumbi | 10       | Morumbi, Butantã, Pinheiros, Jardim Paulista, Consolação, Bela Vista, Higienópolis, República, Luz | 2                                 | Du dimanche au vendredi, de 4h40 à minuit. Le samedi, de 4h40 à 1h le dimanche. |

## À proximité
- Stade Cícero Pompeu de Toledo (dit aussi stade de Morumbi)